# Henri Mignet
Pour les articles homonymes, voir Mignet.

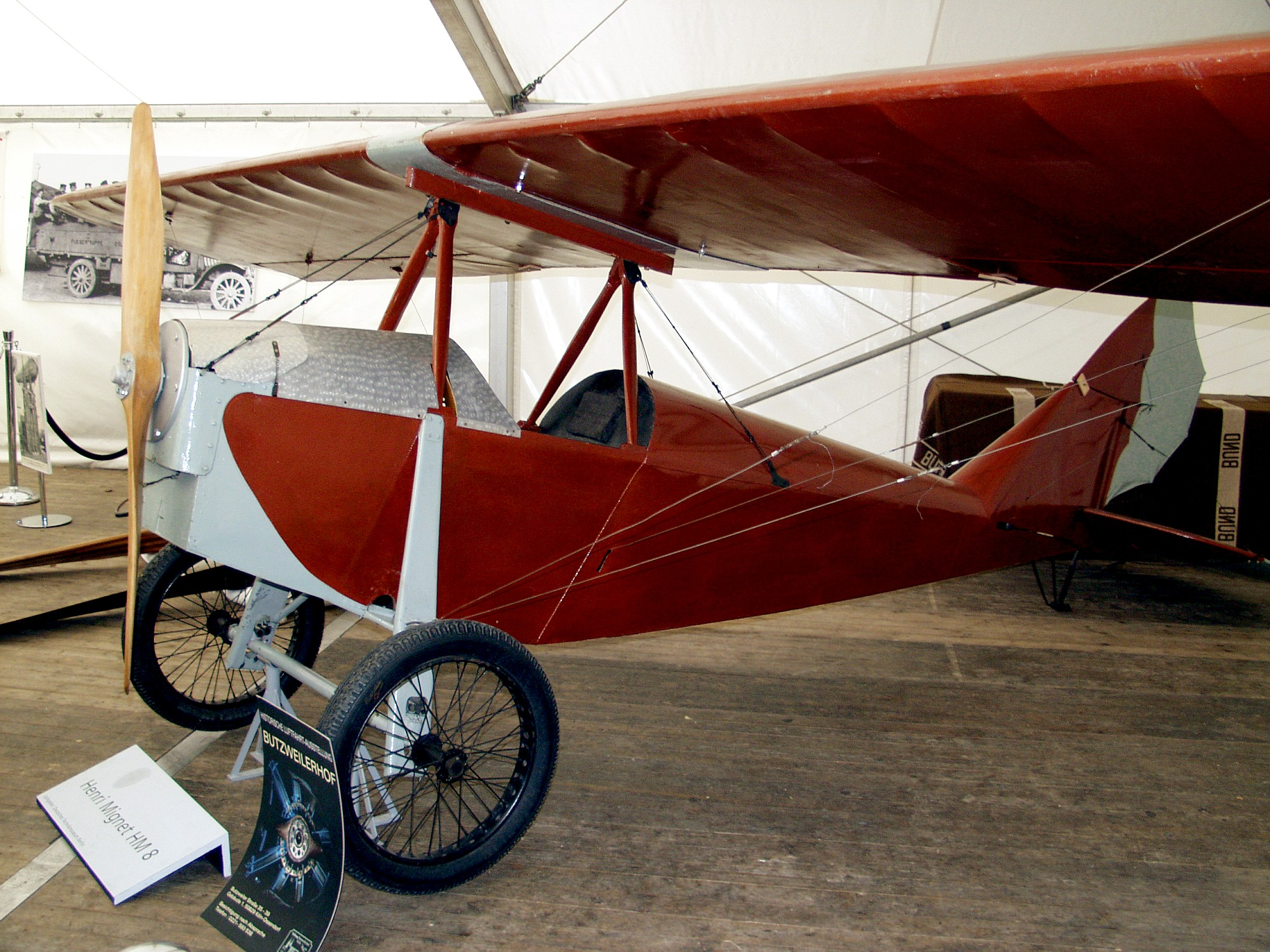
HM-8

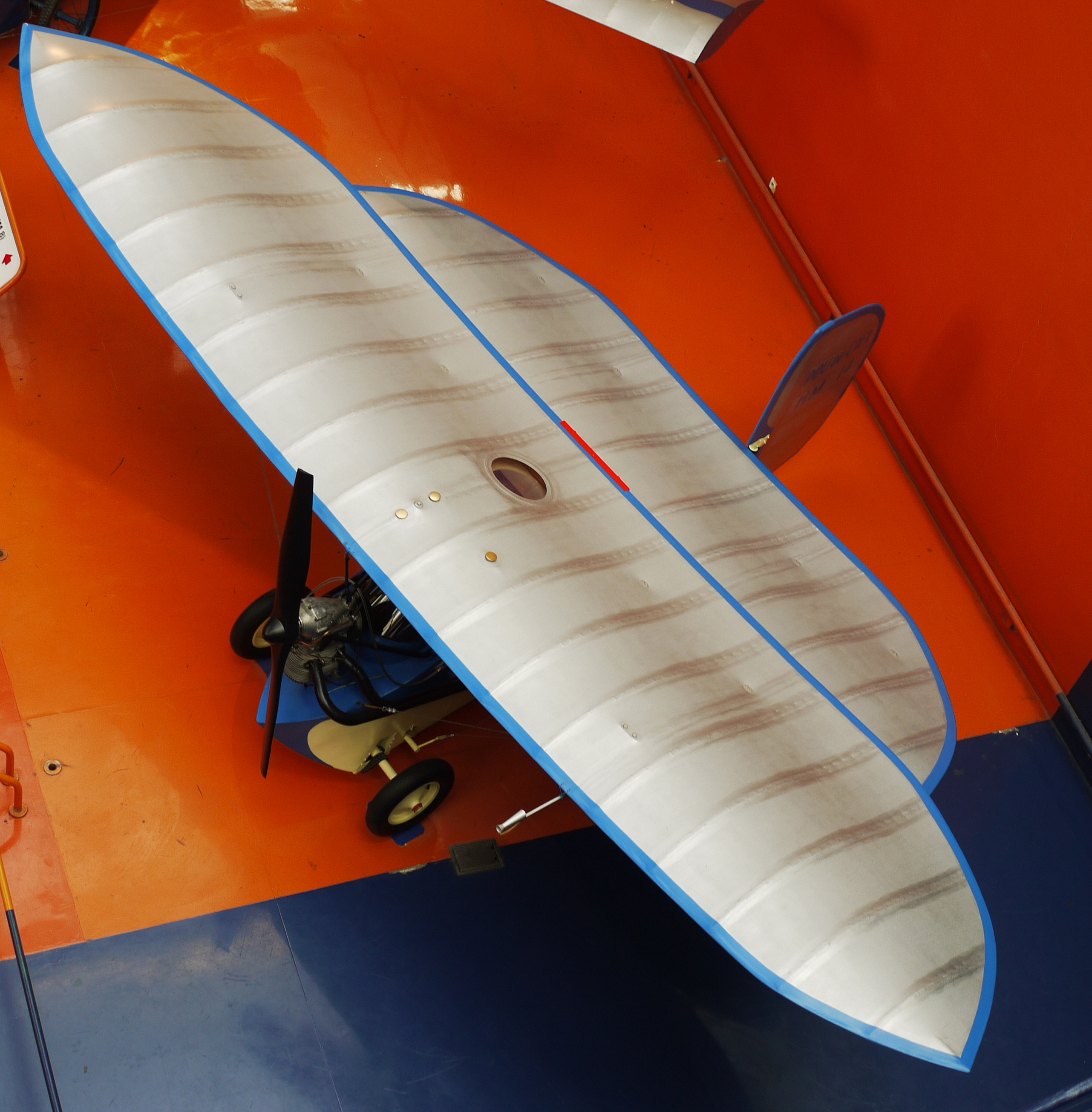
Le HM-14 (Pou-du-ciel) exposé au Musée de l'air et de l'espace du Bourget

Henri Mignet, né le 19 octobre 1893 à Saintes en Charente-Inférieure, et mort le 31 août 1965 à Pessac en Gironde, est un concepteur d'avions français. Créateur de la formule Pou-du-ciel et initiateur du Réseau du Sport de l'Air (Fédération RSA), il est le père de l'aviation pour tous et de la construction amateur.

## Biographie
Henri Mignet est le fils de Georges Mignet (1864-1935) peintre paysagiste dont certaines œuvres sont exposées actuellement au Musée Dupuy-Mestreau de Saintes, et petit-fils de Charles Fernand Lasne (1837-1918), ingénieur des Ponts et Chaussées à qui l'on doit la construction des phares de la Palmyre, de Saint-Pierre et du Chay.
Il grandit au logis du Pinier sur la commune de La Vallée et c'est dans le domaine familial qu'il réalisera ses premiers prototypes d'avions,.
En 1911, il commence une correspondances avec Gustav, le frère d'Otto Lilienthal). Son premier appareil est le HM-1-1 construit en 1912. C'est un planeur monoplan inspiré des appareils d'Otto Lilienthal.
Il est alors élève interne dans un lycée à Nantes. Il y construit des maquettes et un appareil photo ultra léger fixable sous cerf-volant. Il construit pendant les vacances un planeur de type Chanute. Il poursuit ses études à l’École d’Électricité de Bordeaux.
Entre 1914 et 1918, c'est la Première Guerre mondiale. Henri sert comme radio-téléphoniste au 8e régiment du Génie en Champagne et sur le front d'Orient entre autres. Il contracte la malaria en 1918 et sera démobilisé.
En 1920, il termina son premier appareil motorisé, le HM-2, qui ressemble à un Blériot mais inspiré par les travaux de Harth et Messerschmitt, il ne peut s’empêcher d'ajouter des « perfectionnements ». Ailes pivotante mono-longeron, roues orientables, ailes mobiles d'avant en arrière, queue pivotante... Il racontera par la suite que « tous les éléments fonctionnaient, mais jamais ensemble »...
En 1922, il réalise le HM-3, « Le dromadaire » ailes repliables, grands ailerons, motorisé par un moteur Viale de 30 ch. Henri Mignet assiste au premier congrès français de vol sans moteur, à Combegrasse, cette année-là.  Le HM-4 parasol sans gouvernail de direction avec un moteur Anzani de 10 ch est essayé à Orly où les envols ne dépassent pas 10 m de longueur, et le HM-5, planeur porté sur les épaules.
Il gagne un prix à Vauville, lors du deuxième congrès de vol sans moteur avec le planeur HM-5 en 1923.
En 1925, il élève des poulets pour nourrir sa famille et financer le HM-6, appareil à moteur derrière le pilote préfigurant les ultra-légers modernes, avec empennage fixe et aile pivotante mono-longeron. Toujours pas de résultats concrets ... Le HM-7, un hélicoptère, inspiré par les travaux des frères Cornu, lui permet une courte sustentation suivi d'une rupture mécanique qui détruit l'appareil.
Parallèlement à l'aviation, Henri se passionne pour la photographie et la T.S.F. (radio amateur). Il construit son propre appareil radio émetteur. Il construit aussi une caméra à l'aide des pièces d'un réveil  et un projecteur tout aussi inédit.
Il se marie avec Annette Triou en 1926, assassinée en 1944 .
En 1928, à partir des morceaux du HM-6, Mignet construit le HM-8 un appareil classique de type Blériot, son premier appareil ayant vraiment volé et qui connaitra un succès considérable auprès des amateurs. Il publie, dans le journal "Les Ailes" avec la bienveillance de son rédacteur en chef Georges Houard, une série d'articles à partir de mars 1928. Ces articles suscitent l’engouement car à l'époque, posséder son propre avion coûte très cher. Même en bénéficiant de la prime d'achat octroyée par le gouvernement (qui représente pourtant la moitié du prix d'achat !), il parait impossible aux passionnés de pouvoir construire leur propre appareil pour seulement 3 500 Fr alors qu'un monoplace léger coûte facilement 15 000 Fr.
Henri Mignet va donc décrire, au fil des articles, comment il a construit son avionnette. Évidemment, les constructeurs professionnels ne voient pas cette concurrence, même amateur, d'un bon œil.
En 1929, des HM-8 construits par des amateurs font leurs premiers vols. Mignet assiste à une levée de boucliers des constructeurs professionnels. Il encourage la construction du HM-8 mais continue ses recherches vers d’autres formules. Il publie en 1931 un livre manuscrit  comportant les plans du HM-8.
Henri Mignet n'est pas un pilote exceptionnel. Le HM-8 à configuration Blériot classique réclame, comme tous les appareils de ce type, un apprentissage sérieux. Le principal défaut de la formule est la perte de contrôle à la suite d'un décrochage à basse vitesse. Henri n'échappe pas à la règle et détruit son HM-8, à la suite d'une perte de contrôle sur la plage de Royan, sans mal pour le pilote.
Mignet milite pour la simplification du pilotage, la sécurité des aéronefs et l'aviation pour tous. Les nombreux accidents d'avion causés par un décrochage suivi d'une vrille l'amènent à étudier un nouveau concept. Sa nouvelle formule (HM-13) se pilote sur deux axes, contrairement aux autres dérivant du modèle Blériot de type trois axes. Il a supprimé la gouverne de profondeur (celle qui permet de monter ou de descendre) qui, placée à l'arrière, fonctionne en déportance contrairement aux formules canard où elle est à l'avant. Il agit sur l'incidence de l'aile avant qui, couplée au manche à balai, fait monter et descendre. Il supprime également les ailerons (qui permettent de virer) en surdimensionnant la gouverne de direction. Ce nouvel avion a pour particularité de s'incliner automatiquement en virage et de ne pas pouvoir décrocher. L'aile arrière produit un effet de fente empêchant le décrochage de l'aile avant. À faible vitesse, le Pou-du-Ciel s'enfonce comme un parachute à une vitesse de l'ordre de trois mètres par seconde sur une pente de 45°. Lors de cette descente, l'appareil répond toujours aux commandes de son pilote.
Le 10 septembre 1933, il effectue le premier vol du HM-14 (Pou-du-ciel formule définitive) construit en un mois. En  novembre 1934, il publie un livre, Le Sport de l’air, consacré au HM-14 et présente son pou-du-ciel au 14e Salon de l’aéronautique.
Henri avait prouvé, avec son HM-8, que la construction amateur était possible et économiquement valable. Cette fois-ci, il invente une formule aérodynamique qui résout le principal défaut de l'avion de type Blériot, le décrochage et la vrille.
Il fonde le Réseau des Amateurs de l'Air, R.A.A., en 1935. De ce réseaux d'amateurs naitra l'actuel R.S.A. en 1946.
Si Henri avait bien résolu le danger aux basses vitesses, il n'avait pas décelé une instabilité de l'appareil à grande vitesse, lorsque celui-ci était mal centré.
En 1936, à la suite de plusieurs accidents, le Pou-du-ciel passe en soufflerie à la demande du ministère en France et en Grande-Bretagne et apporte des modifications aux HM-14 rendant les accidents de centrage impossibles. Mais cette série d'accidents permet aux détracteurs d'Henri Mignet d'obtenir leur revanche. Le Pou-du-Ciel est interdit de vol au départ des aérodromes publics, une véritable campagne de presse est menée et le mouvement s'essouffle.
Pourtant, grâce à lui naît une aviation bon marché, accessible à tous.
Il a construit d'autres modèles :
- Premiers vols des HM-15, monoplace cabine fermée ;
- HM-16 Pou-bébé ;
- HM-17 Pou-bébé agrandi biplace cabine fermée ;
- HM-18 monoplace cabine fermée ;
- HM-19 biplace côte à côte ;
- HM-210 version améliorée du HM-18 qui obtint un certificat de navigabilité en Angleterre.

La Seconde Guerre mondiale met un terme à la construction amateur en France pendant quatre ans.
Sa femme, Annette, est assassinée par des résistants communistes le 10 décembre 1944 pour une raison inconnue.
En 1946, il dessine le HM-290 suivi du HM-293, dérivé du HM-280 (conçu pour l'armée) pour la construction amateur. En 1957, il fait les études du HM-360 monoplace et du HM-380 biplace.
La mort d'Henri Mignet n'a pas empêché la formule Pou-du-Ciel de survivre et d'être appréciée par les amateurs. Son œuvre a été poursuivie par son fils Pierre et son neveu Alain tant pour la construction d'appareils en usine que pour la conception d'appareils destinés à être construits par les amateurs. Si les appareils de formule Mignet sont surtout répandus en France et en Belgique, une certaine percée a néanmoins été effectuée en Grande-Bretagne, en Amérique du Nord, en Australie et en Nouvelle-Zélande. Plusieurs autres concepteurs (Émilien Croses, Gilbert Landray, Guy François, Rodolphe Grunberg etc.) ont également continué l'œuvre d'Henri Mignet, réalisant les prototypes et diffusant les plans de Pou-du-Ciel de grande qualité.